# 滋賀県立石部高等学校
滋賀県立石部高等学校（しがけんりつ いしべこうとうがっこう）は、滋賀県湖南市丸山二丁目に所在する公立の高等学校。
滋賀県で最も新しい公立高校である。

## 沿革
- 1996年（平成8年） - 開校
- 2006年（平成18年） - 創立10周年式典。吉田義男が講演。
- 2008年（平成20年） - セミナーハウス 躍動館（やくどうのやかた）完成

## 設置学科
- 普通科総合選択制
- 平成21年度入学生より
  - 1年次 全員共通科目（芸術を除く）
  - 2年次・3年次 文科系・理科系・総合系の3学系に分かれる。
- 平成20年度入学生まで
  - 1年次 全員共通科目（芸術を除く）
  - 2年次 社会科学系I類・II類（文系）・自然科学系Ⅰ類・Ⅱ類（理系）
  - 3年次 人文社会系I類・II類（文系）・人間福祉系II類 （文系）・自然科学系I類・II類（理系）

※I類は国語・地歴公民・数学・理科・英語の5教科、II類の文系の学系では国語・地歴公民・英語の3教科、理系の学系では数学・理科・英語を重点的に学ぶ。
※平成18年度より各学年1クラス、進学指導重視のBコースが設けられている。

## 校歌
- 本田秀雄作詞／嵐野英彦作曲

## アクセス
JR草津線 石部駅から市内循環バス（めぐるくん）で約8分、「石部高校」下車すぐ

## 著名な卒業生
- 篠原雄之 - 独立行政法人国際協力機構中東・欧州部職員（石部7回生）

## 不祥事

### 硬式野球部におけるいじめ問題
同校の硬式野球部で、2022年8月に男子部員の一人が、試合中のミスを叱責されたことを切っ掛けに休むことが増え、さらに2年生になってからも、ベルトで叩くなどの暴行を受けるようになるなど、いじめがエスカレートした。2023年9月に弁護士などで構成する外部の調査委員は、この件をいじめ防止対策推進法の「重大事態」に認定したが、その後もいじめは収まらず、母親が様子を見ていじめが判明したという。滋賀県教育委員会は、被害生徒の意向を聴いた上で調査報告書を公表するとしているが、被害生徒が暴行を受けていたことは把握していなかった模様である。